# Koulango (peuple)
Pour les articles homonymes, voir Koulango.
Les Koulangos constituent un peuple du nord-est de la Côte d'Ivoire, autour des villes de Bouna et de Bondoukou et notamment dans le Parc national de la Comoé.

## Histoire

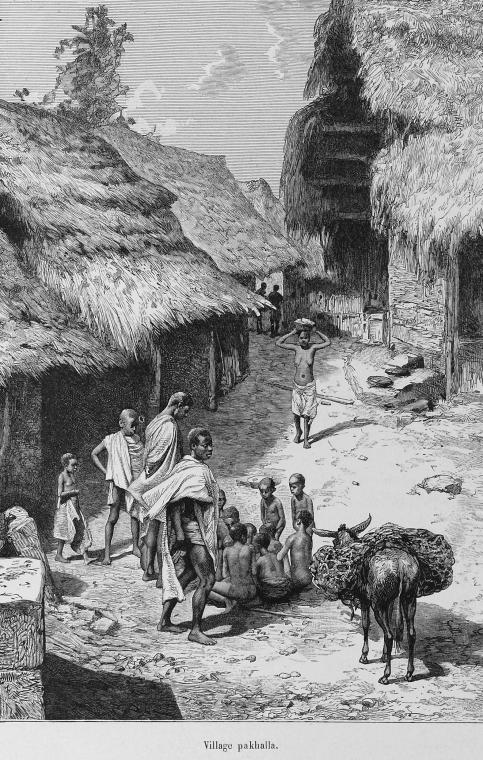
« Village pakhalla » (gravure Édouard Riou, 1892)

Ils étaient appelés « Pakhallas » par les Dioulas et souvent désignés ainsi par les premiers colonisateurs.
Parsemés parmi les Sénoufo, proches des Lobi, On les retrouve aussi dans le Parc national de la Comoé. Le Royaume Koulango de Bouna a été fondé au début du XVIIe siècle par un dénommé Bounkani. Ce dernier était le fils d’un prince Dagomba (actuel Ghana) et d’une mère Lorhon.
La naissance de ce royaume a eu de nombreuses conséquences socio-économiques et politiques pour le peuple Lorhon (proto-Koulango). Ils sont passés d’une petite et moyenne chefferie à un royaume guerrier de type Dagomba, par voie de conquête.
Le royaume Koulango est ainsi devenu le premier État avec un pouvoir centralisé à se former dans les frontières de l’actuelle Côte-d’Ivoire.

## Langue
Ils parlent le koulango, une langue gur.

## Culture

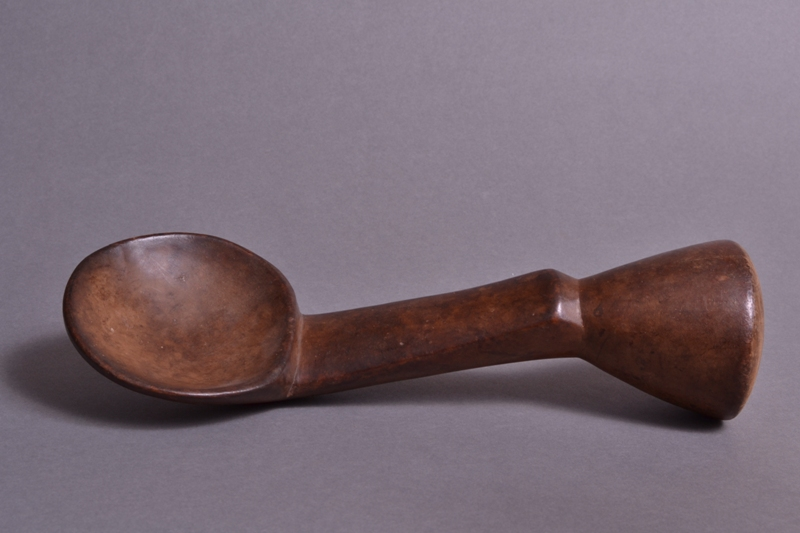
Cuiller
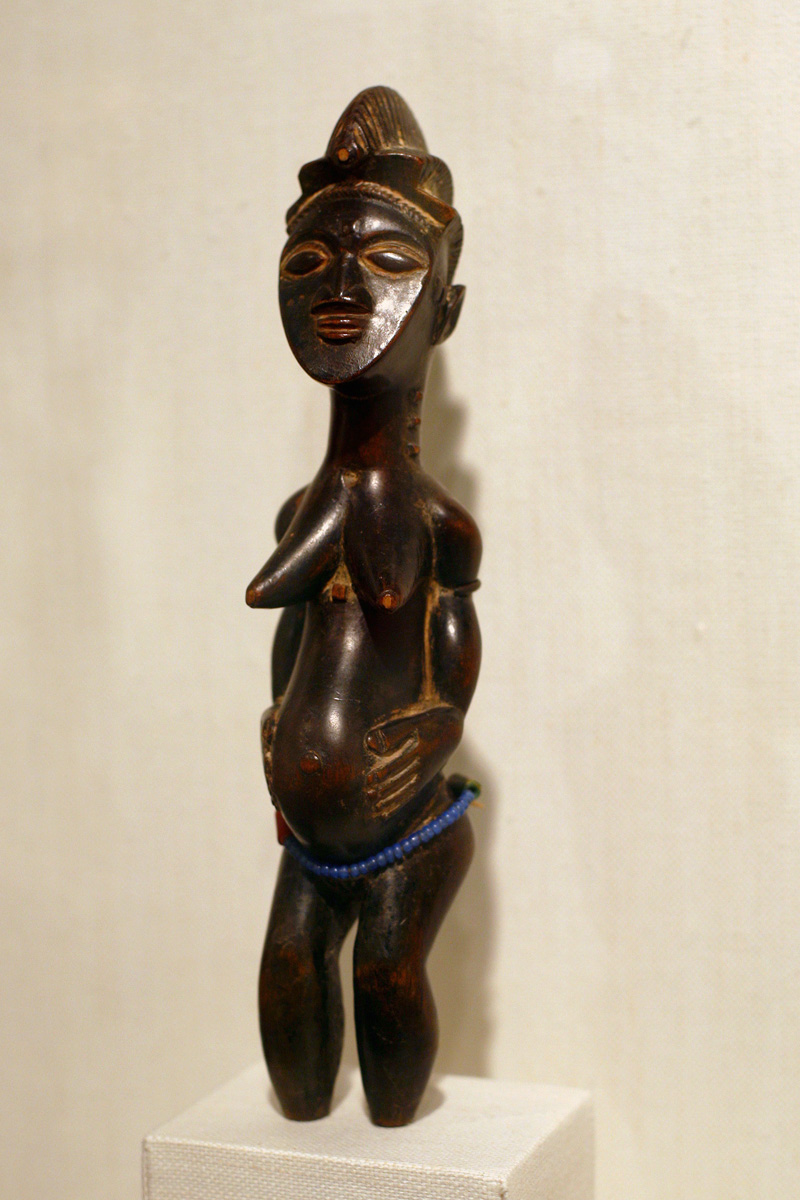
Statuette féminine

### Discographie
- Côte d'Ivoire : Koulango : musiques traditionnelles (Jos Gansemans, Konin Aka, collecteurs), Fonti Musicali, Bruxelles ; distrib. M10 Musidisc distribution service, 2004, 63 min (CD + brochure)